# 陈家湾站
陈家湾站是一个成渝线上的铁路车站，位于中华人民共和国四川省成都市青白江区人和乡，建于1952年，目前为四等站，目前仅办理货运业务：办理整车货物发到；不办理危险货物发到。